# Franck Muller
Franck Muller est une marque de montres de luxe fondée en 1991 à Genève. Elle tire son nom de son fondateur, né en juillet 1958 à la Chaux-de-Fonds. La marque est réputée pour ses nombreuses premières en matière de complications. Elle est indépendante des grands groupes horlogers. Une tentative de rapprochement avec Swatch Group n'a pas abouti en 2016.
Sa manufacture principale, en cours d'agrandissement, est située à Genthod, dans le Canton de Genève, et emploie 370 employés. L'entreprise recense au total 680 salariés.
En 2015, elle perd un procès contre la marque japonaise Frank Miura, qu'elle accuse d'avoir copié son nom pour créer la confusion. L'entreprise espère écouler en 2016 entre 42000 et 45000 montres, d'un prix moyen de 6000 à 7000 francs, pour un chiffre d'affaires visé de 300 millions de francs. La marque Franck Muller découle d'une alliance entre l'horloger du même nom et Vartan Sirmakes, d'origine arménienne, à l'époque fabricant de boîtiers.